# Oligoclada umbricola
Die Oligoclada umbricola ist eine der 24 Libellenarten der Gattung Oligoclada aus der Unterfamilie Brachydiplacinae. Die Art ist im Nordosten Kolumbiens und im Nordwesten Venezuelas verbreitet. Sie ist damit zusammen mit Oligoclada heliophila die einzige Oligoclada-Art, welche nördlich der Anden vorkommt. Erstmals beschrieben wurde die Art im Jahr 1931 von Donald Joyce Borror anhand eines Männchens aus La Fría im venezolanischen Bundesstaat Táchira. Das Weibchen ist noch unbeschrieben.

## Bau der Imago
Der Hinterleib (Abdomen) misst bei Oligoclada umbricola-Männchen zwischen 16,5 und 16,0 Millimetern.
Während das Labium schwarz und an den äußersten Lappen gelblich ist, ist die sich daran anschließende Oberlippe (Labrum) unten schwarz und oben gelblich. Die Stirnplatte (Clypeus) ist gelblich grau gefärbt. Das Occiput ist konvex und metallisch dunkelbraun. Sein hinterer Rand ist nahezu gerade, was eine Unterscheidung zwischen Oligoclada umbricola und Oligoclada walkeri erlaubt. Bei letzterer ist der Rand deutlich ausgebuchtet.
Die durchsichtigen Hinterflügel messen bei den Männchen zwischen 22,0 und 24,0 Millimetern. An der Basis findet sich ein kleiner dunkler Fleck, der etwas kleiner als bei Oligoclada heliophila ist. Das Flügelmal (Pterostigma) erreicht bei den Männchen 1,9 bis 2,4 Millimeter. Die Anzahl der Antenodaladern liegt beim Vorderflügel bei neuneinhalb bis elfeinhalb, beim Hinterflügel bei sieben bis achteinhalb. Dabei ist die letzte Antenodalader im Vorderflügel unvollständig, reicht also nicht von der Costalader bis zur Radiusader. Postnodaladern existieren sieben bis zehn beziehungsweise acht bis zehn.